# Внуково (район Москвы)
Вну́ково — район Новомосковского административного округа Москвы к юго-западу от МКАД. Соответствует муниципальному округу «Внуково».
Входит в состав Москвы с 1950 года. На территории Внуково расположен одноимённый аэропорт и посёлок. До 8 мая 2024 года входил (в других границах) в состав Западного административного округа.

## Территория и границы
Район Внуково до 2024 года состоял из двух частей, разделённых сначала территорией Ленинского района Московской области, а затем Внуковского поселения Новомосковского административного округа:
бывший посёлок при аэропорте, получил статус посёлка городского типа в 1947 году, и Толстопальцевский сельсовет (сейчас не выделяется), включающий территории посёлка и деревни Толстопальцево.
В июне 2011 года после подписания соглашения о границе между Москвой и областью граница района была скорректирована. До 1 июля 2012 года район Внуково был эксклавом Москвы, после стал эксклавом Западного округа, но с 8 мая 2024 года входит (в расширенных границах) в состав Новомосковского административного округа.
В 2024 году муниципальный округ Внуково создан заново в границах, объединяющих наряду с территориями, ранее принадлежавшими муниципальному округу Внуково, также части территорий поселений Внуковское, Кокошкино и Марушкинское; в новой редакции утверждены также границы района Внуково.
Органы местного самоуправления муниципального округа Внуково Новомосковского административного округа являются правопреемниками органов местного самоуправления муниципального округа Внуково Западного административного округа, а также Внуковского и Марушкинского поселений, поселения Кокошкино.

## Население
Площадь района (до укрупнения районов и муниципалитетов в 2024 году) — 1691,2 гектара. По данным 2010 года плотность населения — 1341,4 чел./км², площадь жилого фонда — 416,6 тыс. м².
| 1959    | 1970    | 1979    | 1989    | 2002    | 2010    | 2012    | 2013    |
| ------- | ------- | ------- | ------- | ------- | ------- | ------- | ------- |
| 9766    | ↗12 493 | ↗14 320 | ↘13 645 | ↗20 100 | ↗21 041 | ↗21 921 | ↗23 007 |
| 2014    | 2015    | 2016    | 2017    | 2018    | 2019    | 2020    | 2021    |
| ↗23 518 | ↗24 023 | ↗24 453 | ↗24 671 | ↗25 406 | ↗25 471 | ↗25 783 | ↗27 528 |
| 2023    | 2024    |         |         |         |         |         |         |
| ↘26 182 | ↘25 182 |         |         |         |         |         |         |

### Национальный состав
По итогам переписи населения 2020 года проживали следующие национальности (национальности менее 0,1 % и другое, см. в сноске к строке «Другие»):
| Национальность | Численность, чел. | Доля     |
| -------------- | ----------------- | -------- |
| Русские        | 21 213            | 77,06 %  |
| Украинцы       | 277               | 1,01 %   |
| Армяне         | 154               | 0,56 %   |
| Татары         | 100               | 0,36 %   |
| Азербайджанцы  | 92                | 0,33 %   |
| Узбеки         | 87                | 0,32 %   |
| Таджики        | 76                | 0,28 %   |
| Грузины        | 72                | 0,26 %   |
| Молдаване      | 63                | 0,23 %   |
| Белорусы       | 58                | 0,21 %   |
| Евреи          | 51                | 0,19 %   |
| Казахи         | 33                | 0,12 %   |
| Другие         | 5252              | 19,07 %  |
| Итого          | 27 528            | 100,00 % |

## Флаг и герб района
Флаг и герб представляют собой изображение на голубом фоне серебряного летящего Пегаса, который символизирует аэропорт Внуково, послуживший причиной для заселения района. Снизу изображён серебряный ключ в красной оконечности, символизирующий аэропорт как воздушные ворота Москвы.

## Происхождение названия
Своё название район Внуково получил от названия деревушки, владельцем которой в XVI веке был Семён Григорьевич по прозвищу Внук, потомок смоленских князей. Согласно другой версии, название связано с усадьбой в Изварино, приобретённой Абрикосовыми для своих внуков и названной ими «Внуково».

## История

#### XVII—XVIII века
На территории нынешнего посёлка Внуково существовало село Неронково. Гридино, Неронково тож, до 1627 года было пустошью, принадлежавшей Ивану Ефанову. С 1627 года — деревня, принадлежащая Никите Одоевскому. В 1672 году Неронково продано Одоевским Фёдору Алексеевичу Долгорукову. В 1704 Неронково (уже как Миронково) переходит к Василию Фёдоровичу Долгорукому. Новый владелец строит в Миронково деревянную церковь во имя Спаса Нерукотворного образа. Сельцо становится селом и получает ещё два названия — Спасское-Неронково и Спасское. В 1714 году Долгорукий продаёт село Савве Васильеву, и у него отписанное на великого государя в 1729 году пожаловано Семёну Тургеневу, чья дочь Варвара продаёт село в 1732 году Прасковье Никитичной Мещерской. В 1753 году Мещерская отдаёт село в приданное своей дочери Наталье. Миронково не было крупным населённым пунктом, помимо церкви в селе были поместный двор и 2 бобыльских двора.
Неподалёку, уже за пределами района Внуково, находилась деревня под названием Изварино, которая в 1627 году значилась как поместье Ивана Васильевича Биркина. В начале 40-х годов XVII века Изварино достаётся Самойлу Ивановичу Биркину, который скончался в 1646 году, и вскоре после его смерти землю передали Михаилу Ртищеву.
В 1650 году Изварино в качестве приданого перешло к дочери Михаила — Ртищевой Анне Михайловне. Она продала его спустя двадцать лет степенному ключнику Якову Петровичу Булычёву. При нём здесь выстроили новую церковь во имя Ильи Пророка, и деревня стала селом. Булычёв владел поместьем шесть лет, затем уступил царю Фёдору Алексеевичу, он в 1676 году пожаловал Изварино князю Фёдору Куракину. Известно, что при Куракине значились усадьба со скотным и конюшенным дворов, а также семь крестьянских дворов. В 1683 году Фёдор Куракин отдал село в приданое дочери Анне Фёдоровне, которая вышла замуж за князя Андрея Михайловича Черкасского. В начале XVIII века село принадлежало их сыну Александру, он скончался в 1749 году, и село перешло к вдове — Анне Ивановне, а через шесть лет к её сыну — Алексею Александровичу Черкасскому.

#### XIX—XX века
В XIX веке в Спасском-Неронково (также известном как Миронки) располагались дача и суконная фабрика. К 1927 году Миронки перестают существовать, а на их месте образуется пустырь.
После укладки железной дороги на рубеже XIX—XX веков земли Изварино становятся дачными местами. В руководстве по выбору дач того времени эта местность отмечалась как грибная, ягодная и рыбная. В 1930-е в районе станции Внуково, на землях, где ранее располагалось Спасское-Неронково, планировалось строительство нового аэропорта, оно началось в 1938-м, одновременно был основан посёлок для работников аэродрома и лётчиков. Первая очередь аэродрома была готова 2 июля 1941 года. После Великой Отечественной войны аэропорт стал гражданским и начал обслуживать полёты по СССР и другим странам. Посёлок Внуково в 1947 году причислили к рабочим посёлкам и он вошёл в состав Москвы.

## Архитектура
Застройка Внуково в основном состоит из деревянных коттеджей, частного жилого сектора, двух-, трёх- и пятиэтажные постройки, а также 17-ти этажных жилых домов.
Дача Александрова и Орловой
Одна из достопримечательностей района — двухэтажная дача Григория Александрова и Любви Орловой. Первый этаж выложен из кирпича, второй — деревянный. На 2017 год хозяин дома и архива первых владельцев — Александр Добровинский.
Усадьба Изварино
Усадьба Изварино расположена в двух километрах от станции Внуково. Её самыми известными владельцами были Абрикосовы, купившие имение в начале XX века. До них Изварино сменило много хозяев, одними из которых были князья Куракины. Усадебный комплекс обустроили в середине XIX века. Из старых построек сохранился флигель и часть парка.
Храм Ильи Пророка
Храм Ильи Пророка — пятиглавый храм из красного кирпича в русском стиле. Его построили в 1905 году по проекту архитекторов Николая Михайловича Садовникова и Бориса Николаевича Шнауберта на месте обветшавшей деревянной церкви. Возведение храма финансировали Абрикосовы. В советское время храм закрыли и использовали как конюшню, склад и помещения для архива Мосфильма. В конце XX века его отреставрировали по инициативе настоятеля Андрея Мельникова.
Памятник лётчикам гражданской авиации
Монумент установлен в честь лётчиков гражданской авиации, погибшим во время войны. Он был открыт 9 мая 1980 года и представляет собой стелу высотой 34 метра. Авторы проекта — Григорий Николаевич Постников, В. В. Васнецов и Анатолий Андреевич Бичуков. В 2010 году рядом с ним установили мемориальные плиты с гравировкой имён 890 погибших лётчиков.

## Парки и скверы
Во Внукове напротив здания аэропорта расположен парк «Центральный», площадь которого 2,7 га. В 2014 парк был модернизирован, в результате чего там появились дорожки из бетонной плитки, установлены скамейки и проведено освещение, было выстлано 21,1 тыс. м² газонов, обустроено 600 м² цветников и высажено 1,5 тыс. кустарников.
В 2018 году в рамках реализации программы «Развитие городской среды на 2012—2018 годы» в районе было открыто общественное пространство «Аллея славы» — пешеходная зона проходит вдоль улицы 1-я Рейсовая. В ходе работ на участке были установлены информационные стелы об известных отечественных представителях боевой и гражданской авиации. Исторические материалы для создания стел были предоставлены Государственным Музеем истории района Внуково.
В рамках обустройства «Аллеи славы» также были проведены работы по благоустройству прилегающего парка. В зоне отдыха организовали детскую площадку, места для тихого отдыха, поставили топиарные фигуры и арт-объекты: инсталляцию «Внуково» и зеркальные шары. Кроме того, в парковой зоне появилась площадка воркаут. Многофункциональная площадка позволяет заниматься фитнесом, уличной гимнастикой, единоборствами, кроссфитом.
Парк за КБО (Комбинатом бытового обслуживания) — зона отдыха, расположенная в квадрате Большой Внуковской, Аэрофлотской, 1-й Рейсовой и Центральной улиц. Полностью благоустроена в 2021 году в рамках программы «Мой район». В парке установлены фонари и камеры видеонаблюдения, проложены пешеходные дорожки, обустроены детские площадки. Дизайн общественного пространства отражает близость к аэропорту «Внуково»: на территории стоят арт-объекты в виде самолётов, а байпасы закрыты декоративными панелями с изображением самолётов и вертолётов.

## Социальная сфера

### Образование
Колледжи
Технологический колледж № 43
Общеобразовательные школы
В районе действует общеобразовательная школа № 41 имени Григория Тарана.
Спортивные школы
Во Внукове работают две детско-юношеские спортивные школы (баскетбол, бейсбол, лыжные гонки, полиатлон, футбол и другие виды спорта) и две спортивные детско-юношеские школы олимпийского резерва (по дзюдо и самбо).
Музыкальные школы
В 2003 году во Внукове открылся филиал детской музыкальной школы № 104.
Дошкольное образование
- Детский сады № 906, № 2516, № 2228, № 2643
- Два дошкольных подразделения СОШ № 41 (бывший ДОУ № 1357 и детский сад № 2569)

Социальная помощь
В Северо-Западном микрорайоне района Внуково работает Центр социальной помощи семье и детям «Журавушка».
Здравоохранение
В районе работает поликлиника № 217.

## Культура
В районе работают досуговый центр «Лотос» и Дом культуры «Внуково», где собираются кружки и спортивные секции. В ДК также находится библиотека и музей боевой и трудовой славы аэропорта Внуково.

## Религия
- Храм Святых мучениц Веры, Надежды, Любови и матери их Софии
- Храм Воскресения Христова в посёлке Толстопальцево
- Храм Архангела Михаила

## Спорт
Из спортивных сооружений в районе построены два стадиона, один из которых — межшкольный, другой — ведомственный, который принадлежит футбольному клубу «Внуково», также пять спортивных дворовых площадок, спортклуб «Олимп-Внуково».

## В литературе
Внуково неоднократно упоминается в целом ряде произведений Алисианы как место постоянного проживания родителей Игоря Селезнёва — Клавдии и Алексея Селезнёвых. Неоднократно тут бывала и сама Алиса Селезнёва, вследствие чего Внуково и его ближайшие окрестности являются местом действия целого ряда забавных эпизодов из её биографии, описанных Киром Булычёвым. В частности, Внуково упоминается в рассказе «Бронтя», входящем в сборник «Девочка, с которой ничего не случится», а также фигурирует в рассказах «Пропавшие гости» и «Об одном привидении». Согласно тексту последнего, до Внукова из центра Москвы в будущем можно будет доехать по линии монорельса, в пяти минутах ходьбы от станции которого и будет располагаться дача Селезнёвых.

## Органы власти
Органы власти района Внуково:
- 4-е Региональное отделение надзорной деятельности Управления по ЗАО Главного управления МЧС
- Жилищный отдел
- МФЦ района Внуково
- Муниципалитеты внутригородского муниципального образования Внуково и Тропарёво-Никулино
- Объединённый военный комиссариат Солнцевского района
- Отдел внутренних дел по району Внуково
- Отдел центра жилищных субсидий «Внуково» (РОЦЖС № 54)
- Отделение по району Внуково ОУФМС России
- Солнцевская межрайонная прокуратура
- Солнцевский районный суд
- Управа района Внуково
- Управление социальной защиты населения[44]

Глава внутригородского муниципального образования (с 18 сентября 2024 года) - Рогов Василий Иванович.

## Экономика

### Промышленность и прочие организации
Большая часть крупных предприятий Внукова расположена в посёлке Тостопальцево, например, компании, которые занимаются изготовлением бетона

### Цены на жильё
Согласно данным Индикатора рынка недвижимости, средний уровень цен на квартиры в районе Внуково — 114 953 руб. за м².

## Транспорт

### Автобусы
| № маршрута | Следует к станциям метро                                | Конечный пункт 1   | Конечный пункт 2           |
| ---------- | ------------------------------------------------------- | ------------------ | -------------------------- |
| 911        | Саларьево, Аэропорт Внуково                             | Саларьево          | Внуковский завод           |
| 911к       | Саларьево, Аэропорт Внуково                             | Саларьево          | Аэропорт Внуково           |
| 272        | Саларьево, Филатов Луг                                  | Саларьево          | Насосная улица             |
| 579        | Аэропорт Внуково, Пыхтино, Рассказовка, Новопеределкино | Насосная улица     | МЦД Переделкино            |
| 526        | Аэропорт Внуково                                        | Троицк             | Аэропорт Внуково           |
| 878        | Тёплый Стан, Аэропорт Внуково                           | МЦД Кокошкино      | Тёплый Стан                |
| 889        | Аэропорт Внуково                                        | Улица Ленина       | Насосная улица             |
| 950        | Рассказовка, Новопеределкино                            | МЦД Кокошкино      | МЦД Солнечная              |
| 750        | Рассказовка, Новопеределкино                            | МЦД Солнечная      | Посёлок Толстопальцево     |
| 870        | Пыхтино, Рассказовка                                    | МЦД Внуково        | 3-й микрорайон Московского |
| с162       |                                                         | МЦД Толстопальцево | 3-й микрорайон Московского |

### Метро и железнодорожный транспорт
Станция метро «Аэропорт Внуково» открылась 6 сентября 2023 года и стала конечной Солнцевской линии.
Железнодорожные станции:
- Толстопальцево
- Платформа Аэропорт (старая платформа)
- Кокошкино

### Автомобильные дороги
К 2019 году запланировано строительство магистрали «Внуково — Остафьево — Щербинка», которая протянется между Боровским и Варшавским шоссе.